# Калищки манастир
Калищкият манастир „Рождество на Пресвета Богородица“ или само Калища (на македонска литературна норма: Калишки манастир) е единият от двата ставропигиални манастири на Македонската православна църква. Обителта е действащ женски манастир и е известна със старата си скална църква. Патронният празник на манастира е на Голяма Богородица.

## Географско положение
Манастирът е разположен на северния бряг на Охридското езеро на около 10 километра западно от град Струга, в близост до стружкото село Калища и недалече от границата между Северна Македония и Албания. 

## История
В 1845 година руският славист Виктор Григорович преспива в манастира и отбелязва, че в църквата има стенописно изображение на Свети Кирил Философ.
През 1889 година Царевна Миладинова посещава манастира и го описва така:
| „ | Калища е скромна старинна обител. Пълен покой. Никакъв шум, освен шума, който идва от слабо плискащите се езерни води и люлението на близките кестенови гори. Един отшелник и един стар прегърбен прислужник поддържат вечно горящото кандило пред лика на светата божия майка. Колко Калища край водите на Охридското езеро отдалече напомня Шильонския замък! | “ |

## Обща информация
Царевна Миладинова съобщава, че манастирът Калища (Калишча) е принадлежал на село Калища, когато населението е било християнско, а след това преминава към село Радожда. Манастирът е разрушаван и подновен в по-ново време. Така днес покрай новата църква от XX век, е запазена и по-старата - „Рождество Богородично“ от XV век. Част от нея е вградена в пещера и има стенописи от втората половина на XVI век. В манастирския комплекс има още жилищни крила и административна сграда.
Манастирът Калища е доста популярна туристическа дестинация в района на Охридското езеро.

## Галерия
- Манастирските конаци
- Икона на входа на църквата
- Поглед към манастира
- Северно крило от царските двери в „Света Богородица“, XVI – XVII век